# Гіалуронідаза-3
HYAL3 (англ. Hyaluronoglucosaminidase 3) – білок, який кодується однойменним геном, розташованим у людей на короткому плечі 3-ї хромосоми.  Довжина поліпептидного ланцюга білка становить 417 амінокислот, а молекулярна маса — 46 501.
| 10         |  | 20         |  | 30         |  | 40         |  | 50         |
| ---------- |  | ---------- |  | ---------- |  | ---------- |  | ---------- |
| MTTQLGPALV |  | LGVALCLGCG |  | QPLPQVPERP |  | FSVLWNVPSA |  | HCEARFGVHL |
| PLNALGIIAN |  | RGQHFHGQNM |  | TIFYKNQLGL |  | YPYFGPRGTA |  | HNGGIPQALP |
| LDRHLALAAY |  | QIHHSLRPGF |  | AGPAVLDWEE |  | WCPLWAGNWG |  | RRRAYQAASW |
| AWAQQVFPDL |  | DPQEQLYKAY |  | TGFEQAARAL |  | MEDTLRVAQA |  | LRPHGLWGFY |
| HYPACGNGWH |  | SMASNYTGRC |  | HAATLARNTQ |  | LHWLWAASSA |  | LFPSIYLPPR |
| LPPAHHQAFV |  | RHRLEEAFRV |  | ALVGHRHPLP |  | VLAYVRLTHR |  | RSGRFLSQDD |
| LVQSIGVSAA |  | LGAAGVVLWG |  | DLSLSSSEEE |  | CWHLHDYLVD |  | TLGPYVINVT |
| RAAMACSHQR |  | CHGHGRCARR |  | DPGQMEAFLH |  | LWPDGSLGDW |  | KSFSCHCYWG |
| WAGPTCQEPR |  | PGPKEAV    |  |            |  |            |  |            |

A: Аланін

C: Цистеїн

D: Аспарагінова кислота

E: Глутамінова кислота

F: Фенілаланін

G: Гліцин

H: Гістидин

I: Ізолейцин

K: Лізин

L: Лейцин

M: Метіонін

N: Аспарагін

P: Пролін

Q: Глутамін

R: Аргінін

S: Серин

T: Треонін

V: Валін

W: Триптофан

Кодований геном білок за функціями належить до гідролаз, глікозидаз. 
Задіяний у таких біологічних процесах як поліморфізм, альтернативний сплайсинг. 
Локалізований у лізосомі.
Також секретований назовні.